# Adam Dorrel
Adam Dorrel (Maryville, 2 dicembre 1974) è un allenatore di football americano statunitense, che ha giocato come offensive lineman.
Dopo aver giocato per la squadra universitaria dei Northwest Missouri State Bearcats non continua a giocare e diventa allenatore. Nel tempo assume in vari ruoli le panchine di squadre di college (Northeastern State RiverHawks, Northwest Missouri State, Dakota State Trojans, William Jewell Cardinals, Abilene Christian Wildcats e Central Oklahoma Bronchos) e della nazionale statunitense.

## Palmarès
- 1 Mondiale (2007)